# Ruchbrot

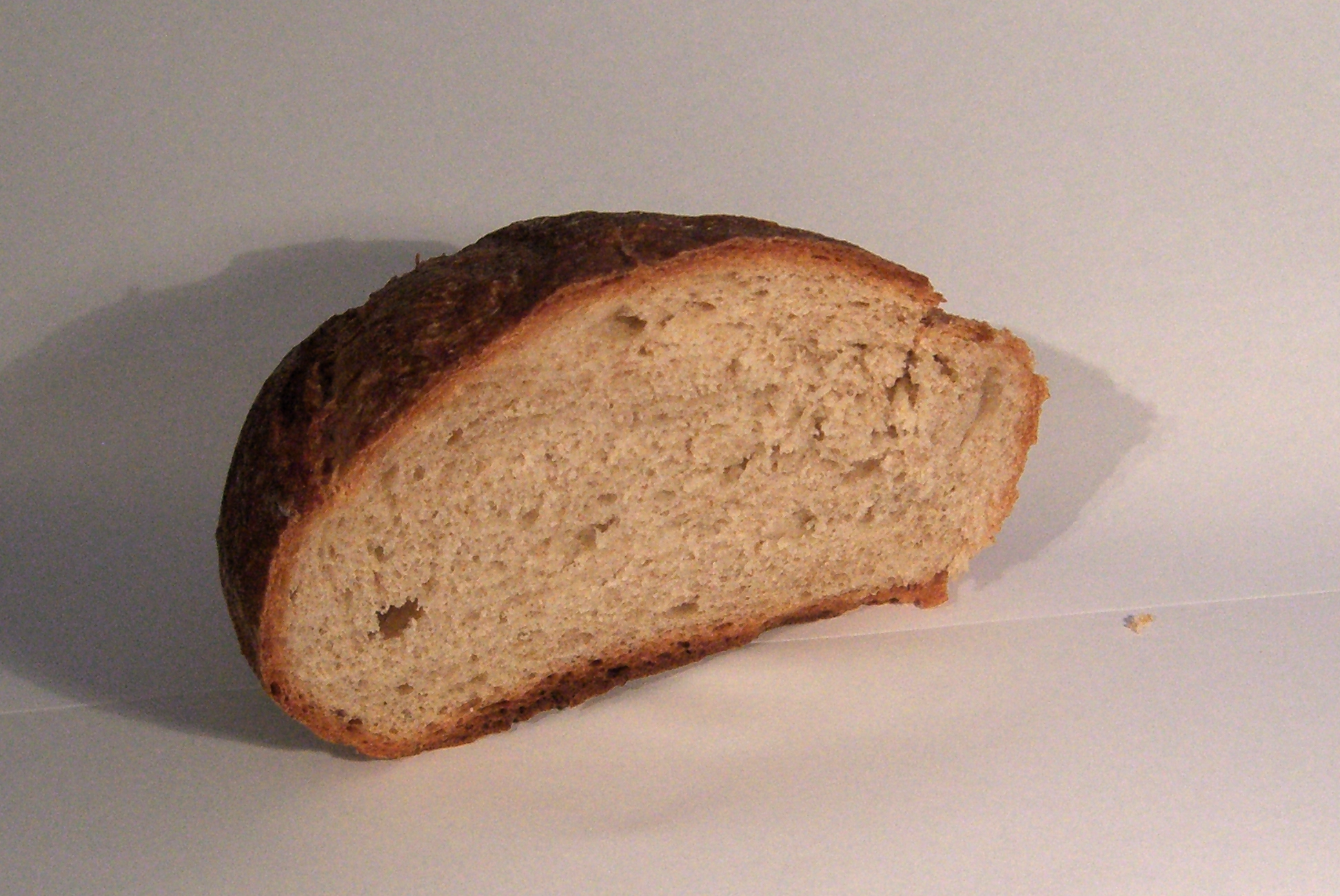
Typisches Ruchbrot

Ruchbrot ist in der Schweiz ein Ausdruck für ein dunkles Brot. Der Ausdruck «ruch» steht im Dialekt für «rau», «grob». Es besteht hauptsächlich aus Mehl mittleren Ausmahlungsgrades, kann aber zusätzlich auch andere Mehlsorten enthalten. Ruchbrot ist das günstigste Brot in der Schweiz und im ganzen Land erhältlich. Normalerweise wird es als länglicher Laib geformt und mehrmals eingeschnitten, ist aber auch in anderen, regional unterschiedlichen Formen erhältlich.